# Hitman pro
Hitman Pro 3 est un logiciel qui détecte et détruit les publiciels, espions, virus et tous les autres logiciels malveillants en utilisant l’analyse comportementale et l’informatique en nuages. Ce programme est développé par la société SurfRight. Il commence par chercher les virus et les fichiers qui ont un comportement suspect (analyse comportementale) et les envoie sur Internet pour analyse plus profonde. Si un fichier malveillant est alors détecté il sera détruit. Hitman Pro version 3 utilise NOD32 Antivirus, Avira AntiVir, Prevx, G DATA Anti-Virus and a-squared Anti-Malware pour rechercher les logiciels malveillants. Les logiciels antivirus, anti-espions n’étant pas résidents sur l’ordinateur les ressources utilisées sont minimales. Cette technologie appelée « informatique en nuages » est possible grâce à l’analyse comportementale qui peut différencier un programme légitime d’un logiciel malveillant.
Hitman Pro 3 est un produit complètement différent des versions précédentes d’Hitman Pro. En effet, Hitman Pro version 1 et 2 étaient un Package Anti-Spyware qui a été développé par Mark Loman aux Pays-Bas. Hitman Pro télécharge, installe et lance automatiquement des logiciels Anti-Spyware et Anti-Adware qui sont disponibles gratuitement sur Internet :
- CW SHREDDER (version 2.19) (édité par Trend Micro)
- SYSCLEAN (édité par Trend Micro)
- ADAWARE (version SE Personal 6.2) (édité par Lavasoft)
- MCAFEE ANTIVIRUS
- SPYBOT SEARCH & DESTROY (version 1.4) (édité par Safer Networking)
- SPY SWEEPER (version 5.3) (édité par Webroot)
- EWIDO ANTISPYWARE (édité par Micro Scanner)
- SPYWARE DOCTOR (édité par PC tools)
- COUNTER SPY (édité par SunBelt)
- NOD32 ANTIVIRUS (édité par Eset)
- SPY SWEEPER (édité par Webroot)
- SPYWARE BLASTER (édité par JavaCool Software)

Cette approche présentait quelques désavantages, un temps de scan qui était très long et une utilisation très importante des ressources système, ou encore des erreurs dans les programmes partenaires utilisés, qui pouvaient entraîner une instabilité du système. Ces problèmes sont résolus par la version 3.
Hitman Pro met à jour automatiquement les bases de sécurité et les logiciels tiers sur Internet et contient une protection pour navigateurs Internet